# Tatyana McFadden
Tatyana McFadden (Leningrad, 21 d'abril de 1989) és una atleta paralímpica estatunidenca d'origen rus, que competeix a la categoria paralímpica T54. McFadden pateix de espina bífida i ha guanyat 17 medalles a diversos Jocs Paralímpics d'ençà del 2003.

## Biografia
McFadden va néixer a Leningrad, actual Sant Petersburg i aleshores part de la Unió Soviètica. Va néixer amb espina bífida, un trastorn congènit que la va paralitzar de cintura per avall. La seva mare biològica la va abandonar en un orfenat. McFadden va aprendre a caminar sobre les seves mans. Mentre era a l'orfenat, va conèixer a Deborah McFadden, que visitava Rússia com a comissària de discapacitats del Departament de Salut dels Estats Units d'Amèrica. La Deborah i la seva parella, Bridget O'Shaughnessy, van adoptar Tatyana i la van portar a viure a Baltimore.
McFadden va practicar diversos esports mentre creixia per enfortir els seus músculs: primer natació, després gimnàstica, bàsquet en cadira de rodes i hoquei amb trineu pista i camp, entre d'altres. McFadden va assistir a la Universitat d'Illinois estudiant un grau en Desenvolupament Humà i Estudis Familiars i va formar part de l'equip de bàsquet en cadira de rodes de la Universitat d'Illinois.

## Activisme
McFadden va tenir dificultats per competir a l'escola secundària. L'escola secundària d'Atholton no li permetria córrer al mateix temps que els corredors sense discapacitats, i els àrbitres afirmaven que la seva cadira de carreres representava un perill per a la seguretat i li donava un avantatge injust, ja que els millors corredors en cadira de rodes són notablement més ràpids que els corredors sense discapacitats en competicions de llargues distàncies. Va competir en esdeveniments separats per a cadira de rodes en competicions de l'institut, competint sola per una pista buida, la qual cosa l'avergonyia. L'any 2005, Tatyana i Deborah McFadden van presentar una demanda contra el sistema escolar públic del comtat de Howard i van guanyar el dret que ella competís al mateix temps que els corredors sense discapacitats a partir del 2006, tot i que la seva puntuació no es comptaria a favor del seu equip.
La seva victòria legal va generar controvèrsies. L'any 2006, una de les seves companyes d'equip d'Atholton va veure desqualificada la seva victòria als 1600 metres dels campionats estatals després que McFadden declarés que ella havia estat actuant com a llebre per a ella, animant-la en lloc de córrer pel seu compte. L'any 2008, una corredora rival i McFadden van xocar després d'una cursa de 200 metres, fet que va fer que l'altra corredora no pogués competir pel títol de conferència a causa de les lesions.
La demanda de McFadden va portar a l'eventual aprovació de la Llei d'equitat per a estudiants amb discapacitat física i atletisme de Maryland el 2008, que va convertir Maryland en el primer estat a exigir que les escoles proporcionessin la mateixa educació física i oportunitats esportives per als estudiants amb discapacitat. S'anomena Llei de Tatyana.
També va ser líder d'un esforç finalment infructuós contra una llei russa de 2012 que prohibeix les adopcions de nens russos per part de pares estatunidencs, una llei coneguda com a Llei Dima Iàkovlev.

## Palmarès

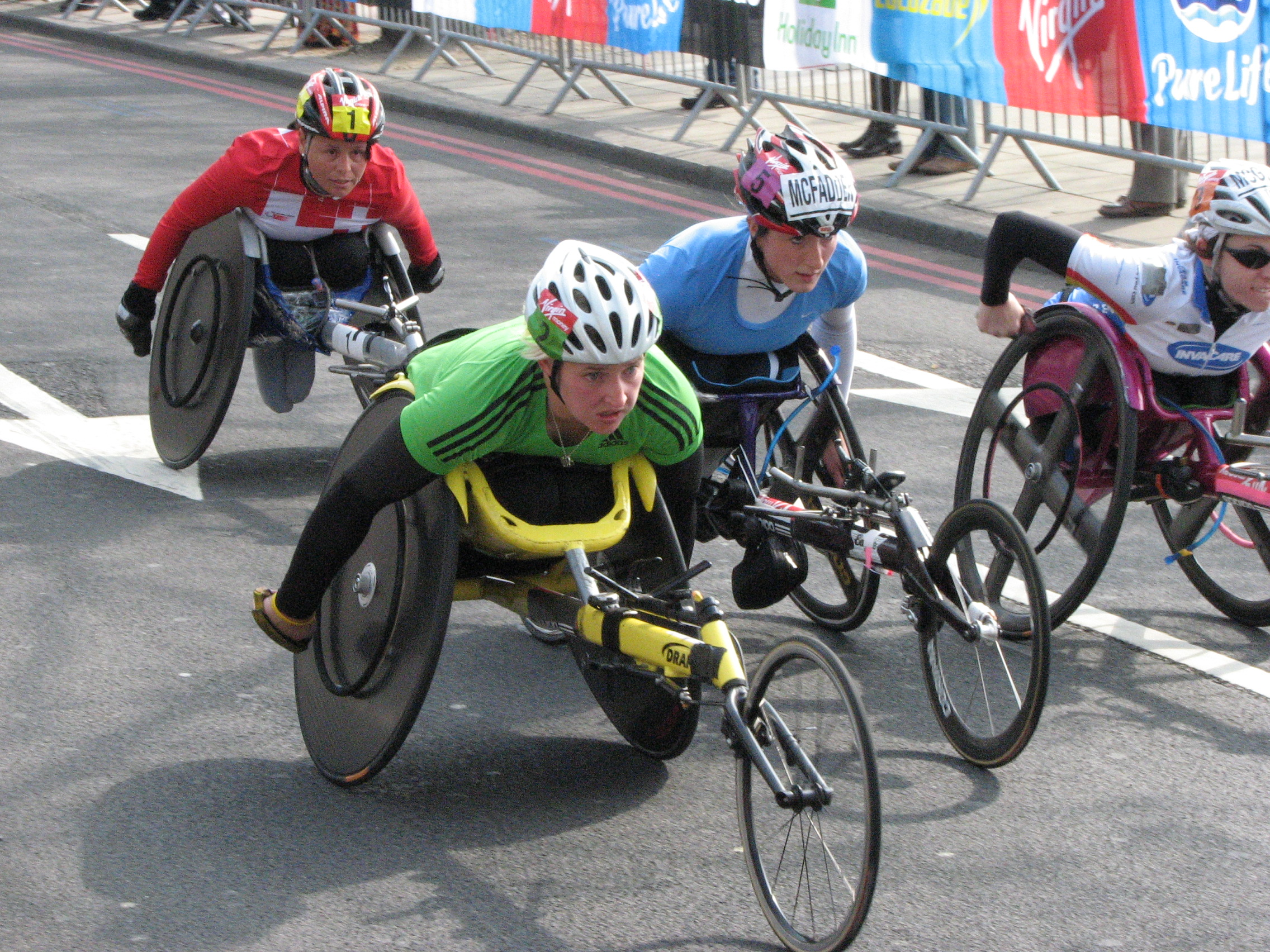
La cursa femenina amb cadira de rodes de la Marató de Londres 2011 (d'esquerra a dreta: Sandra Graf, Shelly Woods, Tatyana McFadden, Amanda McGrory).

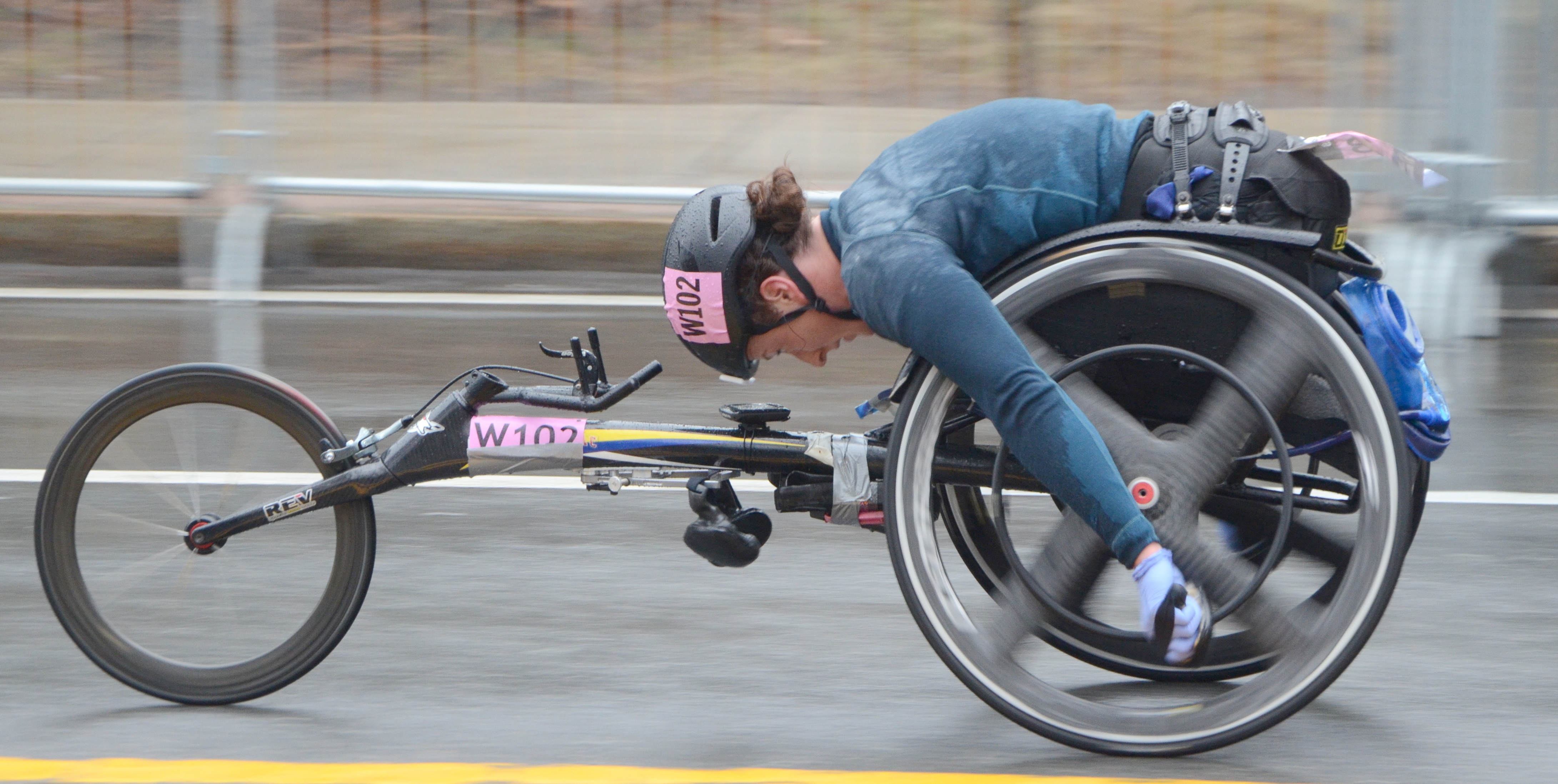
Tatyana McFadden a la Marató de Boston el 2018, a la qual va acabar primera

- 2003: Membre de l'equip nacional paralímpic dels Estats Units d'Amèrica "Track & Field" (pista i camp)
- 2004: Medalla d'argent, 100m; medalla de bronze, 200m – Jocs Paralímpics d'estiu de 2004
- 2005: Medalla d'or, 100m; dues medalles d'argent, 400m, 800m; medalla de bronze, 200m – Campionats Oberts Nacionals Europeus IPC, Espoo, Finlàndia
- 2006: Medalla d'or, 100m (rècord del món); dues medalles d'argent, 200m, 400m – Campionat del Món IPC, Assen, Països Baixos
- 2007: Tres segones posicions en classificatòries, 200m, 400m, 800m – Reunió de Heat, Atlanta
- 2007: Dues primeres posicions en classificatòries, 200m, 800m – Campionats Nacionals de Pista i Camp dels Paralímpics dels EUA, Atlanta
- 2007: Primer lloc, 200m (rècord del món) – Boiling Point Wheelchair Track Classic, Windsor, Ontario, Canadà
- 2007: Dues medalles d'or, 400m, 800m – Campionats del Món Paralímpics, Manchester, Regne Unit
- 2008: Medalla d'argent, 200m T54; medalla d'argent, 400m T54; medalla d'argent, 800m T54; medalla de bronze, dones 4×100 m relleus T53/T54 – Jocs Paralímpics d'estiu 2008
- 2010: Guanyadora del 2010 de la Divisió Oberta Femenina de la Divisió de Cadira de Rodes de la Shepherd Center de l'AJC Peachtree Road Race a Atlanta, amb un temps de 23:47:66
- 2011: Guanyadora del 2011 de la Divisió Oberta Femenina de la Divisió de Cadira de Rodes de la Shepherd Center de l'AJC Peachtree Road Race a Atlanta, amb un temps de 23:39:26
- 2012: Guanyadora del 2012 de la Divisió Oberta Femenina de la Divisió de Cadira de Rodes de la Shepherd Center de l'AJC Peachtree Road Race a Atlanta amb el temps de 23:53:08
- 2012: 100m T54; 400m T54; medalla d'or, 800m T54; 1500m T54; marató – Jocs Paralímpics d'estiu 2012
- 2013: Guanyadora de les divisions de cadira de rodes femenina de les maratons de Boston, Chicago, Londres i Nova York el 2013.[2][12][13][14] Això la converteix en la primera persona, aptes o no, a guanyar quatre maratons importants el mateix any.[13][14][15] Va establir un nou rècord de cursa de la Marató de Chicago (1 hora, 42 minuts, 35 segons).[13]
- 2013: Es va convertir en el primer atleta a guanyar sis medalles d'or en un campionat durant el Campionat del Món d'Atletisme IPC 2013 a Lió. Va guanyar l'or en totes les competicions, des dels 100 metres fins als 5.000 metres.[16][17]
- 2014: Guanyadora de la divisió de cadira de rodes de la Marató de Boston 2014
- 2014: Medalla d'or de la Marató de Londres, amb un nou rècord de la cursa
- 2014: Guanyadora de la Divisió Oberta Femenina 2014 de la Divisió de Cadira de Rodes de la Shepherd Center de l'AJC Peachtree Road Race a Atlanta, amb el temps de 23:17:42
- 2014: Guanyadora de la divisió femenina de cadira de rodes de la Marató de la ciutat de Nova York 2014 amb un temps de 1:42:16
- 2015: Medalla d'or de la Marató de Londres, amb un nou rècord de la cursa
- 2015: Guanyadora del 2015 de la Divisió Oberta Femenina de la Divisió de Cadira de Rodes de la Shepherd Center de l'AJC Peachtree Road Race a Atlanta, amb el temps de 23:57:23
- 2015: Guanyadora de la divisió de cadira de rodes femenina de la Marató de Nova York 2015
- 2016: Guanyadora de la divisió de cadira de rodes de la Marató de Boston 2016
- 2016: Guanyadora de la Divisió Oberta Femenina 2016 de la Divisió de Cadira de Rodes de la Shepherd Center de l'AJC Peachtree Road Race a Atlanta, amb el temps de 23:14:56
- 2016: Medalla d'or de la divisió de cadira de rodes de la Marató de Londres 2016
- 2016: Medalla d'argent als 100 metres als Jocs Paralímpics d'estiu 2016
- 2017: Guanyadora de la divisió de cadires de rodes de la Marató de Chicago del Bank of America
- 2018: Guanyadora de la divisió de cadira de rodes de la Marató de Boston 2018
- 2021: Guanyadora del 2021 de la Divisió Oberta Femenina de la Divisió de Cadira de Rodes de la Shepherd Center de l'AJC Peachtree Road Race a Atlanta, amb el temps de 24:07:52
- 2021: Guanyadora de la divisió de cadira de rodes de la Marató de Chicago 2021, guanyant el seu novè títol de Marató de Chicago